# 希望ヶ丘駅
希望ヶ丘駅（きぼうがおかえき）は、神奈川県横浜市旭区中希望が丘にある、相模鉄道相鉄本線の駅である。駅番号はSO11。

## 歴史
- 1948年（昭和23年）5月26日：開業。
- 1958年（昭和33年）11月1日：複線化[1]。
- 1965年（昭和40年）12月20日：北口駅舎完成、23日より営業開始[2]。
- 1966年（昭和41年）12月15日：南口駅舎改築完成[3]。
- 2000年（平成12年）3月26日：駅舎橋上化。
- 2011年（平成23年）
  - 11月24日：駅エレベーター設置工事の作業中に発生した火花が埃に引火し、コンコース - 1番線（海老名方面）ホーム間のエスカレーター動力部が損傷する火災事故が発生した[4]。これに伴い、同エスカレーターは2012年1月まで運転が停止される事態となった。
  - 12月：エレベーターが予定通りに全基が完成。運用開始。
- 2014年（平成26年）10月：ホームの壁面塗装が実施され、これまでの白とピンク系から黒系に塗り替えられた[注 1]。
- 2021年（令和3年）
  - 10月17日：2番線ホームでホームドアの使用を開始[7]。
  - 10月24日：1番線ホームでホームドアの使用を開始[7]。

### 駅名の由来
戦後、相模鉄道沿線では早期に住宅地開発を始めた駅で、戦後の混乱期から立ち上がり「明るい未来を目指す」という願いが込められた、一般公募により駅の名称が決まった（東京都世田谷区の主婦が「希望ヶ丘」という名称を投稿し、採用された）。地名は駅名に由来している。
なお、駅名については相鉄公式サイトで「希望ケ丘」と表記されるなど、資料によって「希望ヶ丘」と「希望ケ丘」の混在が見られる（相鉄線内では鶴ヶ峰駅も同様）。案内表示上は大文字の「ケ」を9割程度に縮小したものを使用している。また地名（住所表記）では「希望が丘」の表記が用いられており、近辺の学校や建物の名称も「が」と「ヶ」が入り交じっている。

## 駅構造
相対式ホーム2面2線の地上駅で、橋上駅舎を有している。2000年までは各ホーム別に地上駅舎が存在していた。橋上駅舎竣工後も各ホーム横浜寄りに公道と連絡するスロープが設置されている（利用するには駅員の許可が必要）。
出入口 - 改札外コンコース間と改札内コンコース - ホーム間を連絡するエスカレーターが各4基設置されている。なお、2011年には前述の場所にエレベーターも各2基設置された。
旭区発足40周年記念として、2009年7月15日から数日間、「A列車で行こう」を列車接近メロディとして試行導入していた。

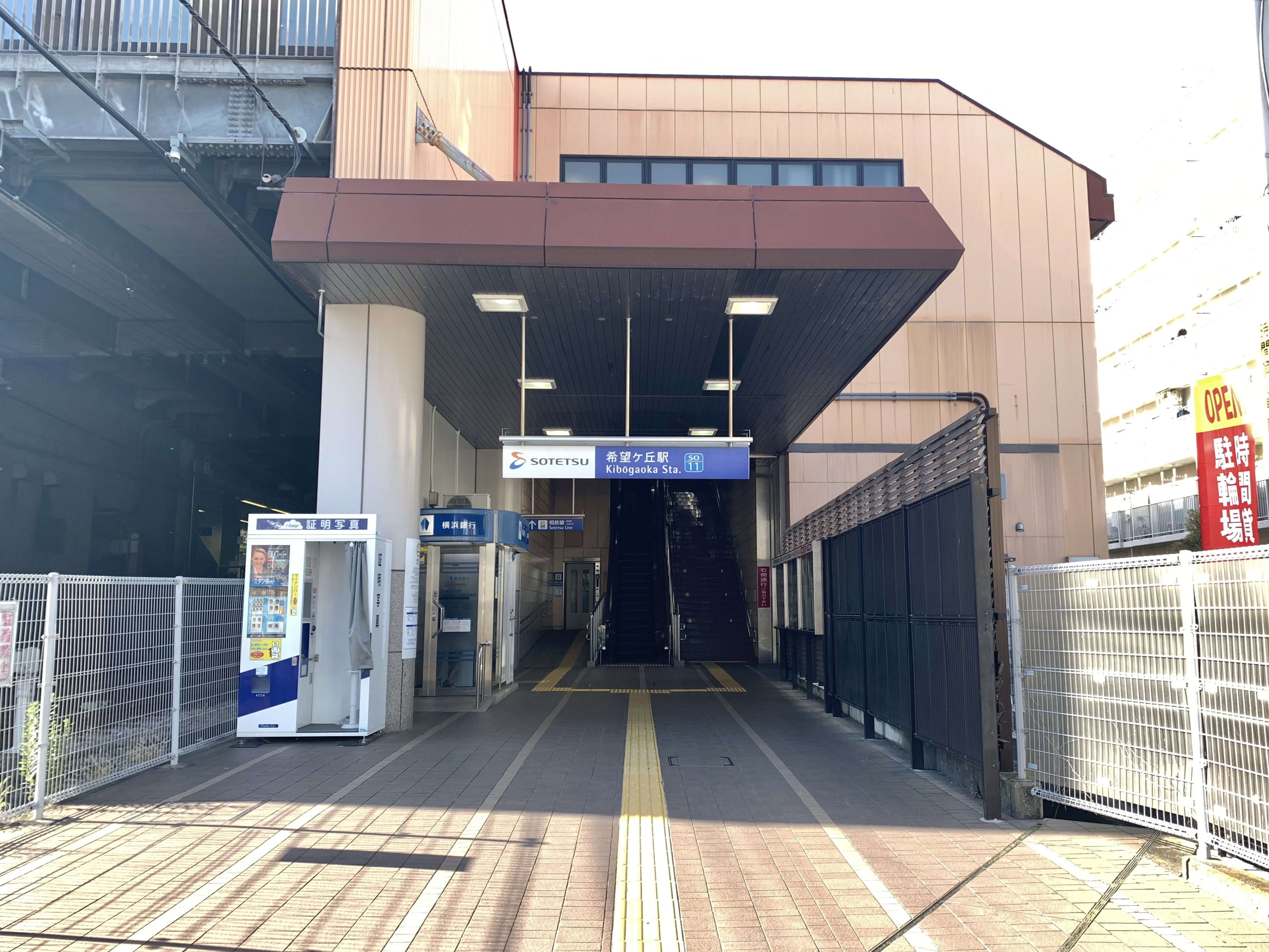
北口（2020年12月）
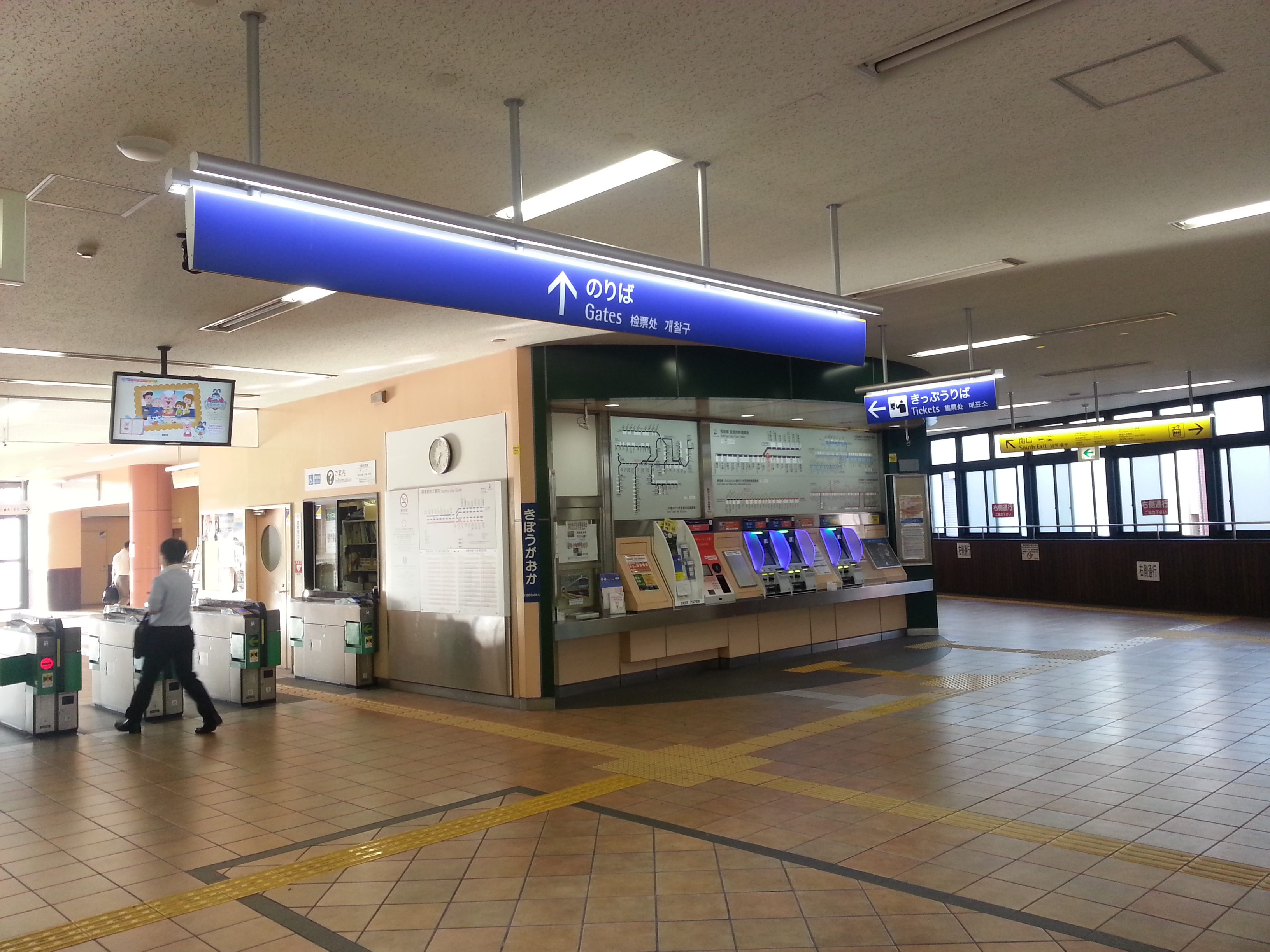
改札口・切符券売機（2013年9月）
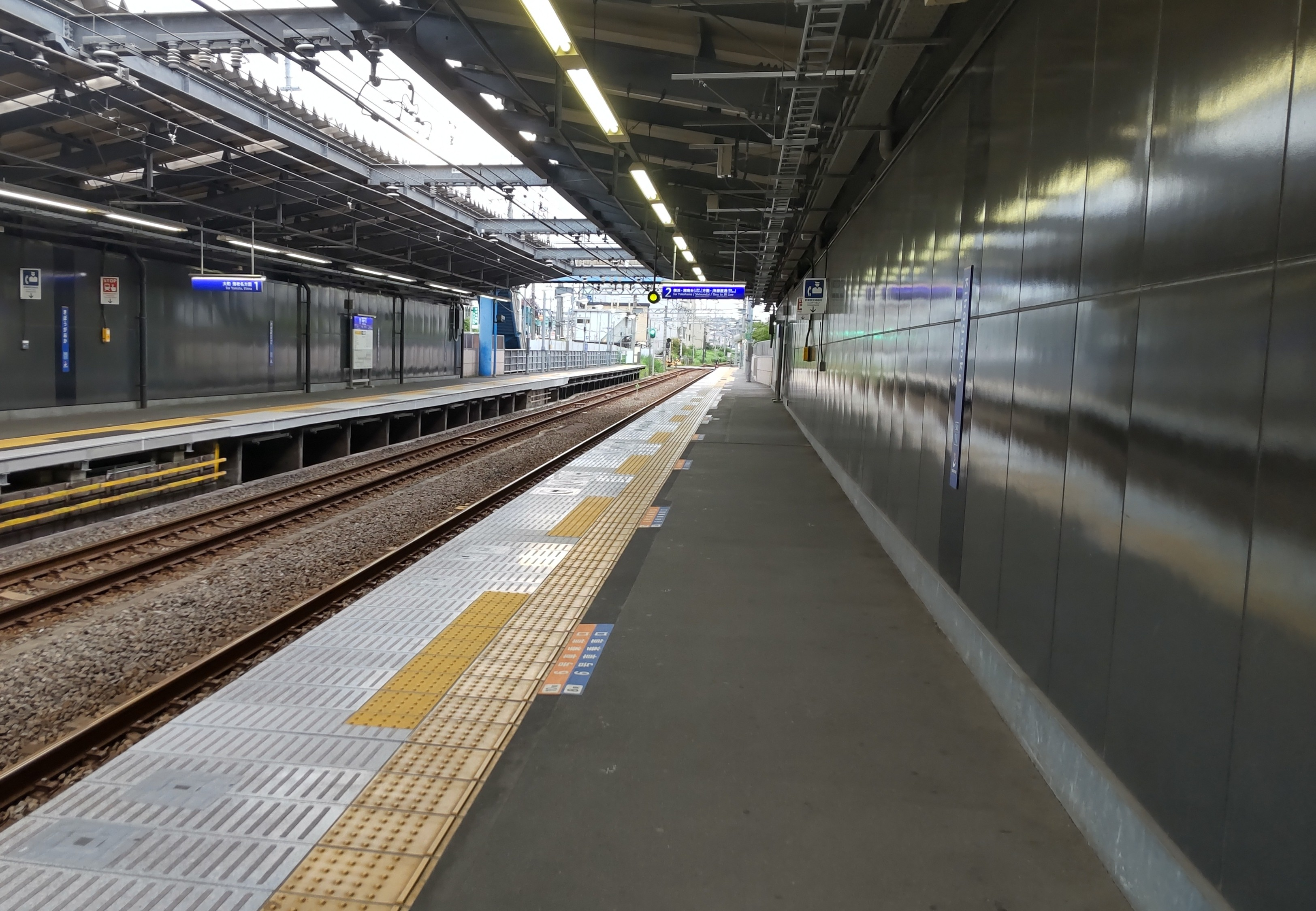
ホーム（2021年6月）

### のりば
| 番線 | 路線     | 方向 | 行先                                             |
| ---- | -------- | ---- | ------------------------------------------------ |
| 1    | 相鉄本線 | 下り | 海老名方面                                       |
| 2    | 相鉄本線 | 上り | 横浜・湘南台（二俣川のりかえ）・羽沢横浜国大方面 |

### 駅構内施設
改札外
- コンコース部
  - ファミリーマート
  - 美容室ウエルカオリ
- 南口
  - ドトールコーヒー

駅改札内（駅ナカ）
- 2番線横浜方面ホーム上
  - クイック&リラクゼーション西洋館

## 利用状況
2024年度の1日平均乗降人員は31,558人である。相鉄線全27駅中第11位。旭区内の住民の利用の他に、瀬谷区阿久和東・阿久和南、泉区池の谷にも至近であり、その住民の利用も多い。
近年の1日平均乗降・乗車人員推移は下記の通り。
| 年度               | 1日平均 乗降人員 | 1日平均 乗車人員 | 出典                |
| ------------------ | ---------------- | ---------------- | ------------------- |
| 1980年（昭和55年） |                  | 18,230           | [ * 1 ]             |
| 1981年（昭和56年） |                  | 18,340           | [ * 1 ]             |
| 1982年（昭和57年） |                  | 18,688           | [ * 1 ]             |
| 1983年（昭和58年） |                  | 18,880           | [ * 1 ]             |
| 1984年（昭和59年） |                  | 19,186           | [ * 1 ]             |
| 1985年（昭和60年） |                  | 19,521           | [ * 1 ]             |
| 1986年（昭和61年） |                  | 20,019           | [ * 1 ]             |
| 1987年（昭和62年） |                  | 19,986           | [ * 1 ]             |
| 1988年（昭和63年） |                  | 20,115           | [ * 1 ]             |
| 1989年（平成元年） |                  | 20,236           | [ * 1 ]             |
| 1990年（平成02年） |                  | 20,611           | [ * 1 ]             |
| 1991年（平成03年） |                  | 21,011           | [ * 1 ]             |
| 1992年（平成04年） |                  | 21,063           | [ * 1 ]             |
| 1993年（平成05年） |                  | 21,230           | [ * 1 ]             |
| 1994年（平成06年） |                  | 21,052           | [ * 1 ]             |
| 1995年（平成07年） |                  | 20,775           | [ * 1 ]             |
| 1996年（平成08年） |                  | 19,658           | [ * 1 ]             |
| 1997年（平成09年） |                  | 18,540           | [ * 1 ]             |
| 1998年（平成10年） |                  | 18,241           | [ * 1 ]             |
| 1999年（平成11年） | 34,158           | 17,635           | [ 神奈川県統計 1 ]  |
| 2000年（平成12年） | 34,114           | 17,714           | [ 神奈川県統計 1 ]  |
| 2001年（平成13年） | 33,650           | 17,408           | [ 神奈川県統計 2 ]  |
| 2002年（平成14年） | 33,503           | 17,301           | [ 神奈川県統計 3 ]  |
| 2003年（平成15年） | 33,386           | 17,236           | [ 神奈川県統計 4 ]  |
| 2004年（平成16年） | 33,289           | 17,139           | [ 神奈川県統計 5 ]  |
| 2005年（平成17年） | 33,302           | 17,092           | [ 神奈川県統計 6 ]  |
| 2006年（平成18年） | 33,205           | 17,034           | [ 神奈川県統計 7 ]  |
| 2007年（平成19年） | 34,226           | 17,483           | [ 神奈川県統計 8 ]  |
| 2008年（平成20年） | 34,734           | 17,717           | [ 神奈川県統計 9 ]  |
| 2009年（平成21年） | 34,789           | 17,725           | [ 神奈川県統計 10 ] |
| 2010年（平成22年） | 34,735           | 17,687           | [ 神奈川県統計 11 ] |
| 2011年（平成23年） | 34,132           | 17,360           | [ 神奈川県統計 12 ] |
| 2012年（平成24年） | 33,973           | 17,267           | [ 神奈川県統計 13 ] |
| 2013年（平成25年） | 34,269           | 17,414           | [ 神奈川県統計 14 ] |
| 2014年（平成26年） | 34,012           | 17,235           | [ 神奈川県統計 15 ] |
| 2015年（平成27年） | 34,916           | 17,679           | [ 神奈川県統計 16 ] |
| 2016年（平成28年） | 35,173           | 17,806           | [ 神奈川県統計 17 ] |
| 2017年（平成29年） | 35,126           | 17,781           | [ 神奈川県統計 18 ] |
| 2018年（平成30年） | 35,041           | 17,732           | [ 神奈川県統計 19 ] |
| 2019年（令和元年） | 34,405           | 17,446           | [ 神奈川県統計 20 ] |
| 2020年（令和02年） | 26,699           | 13,482           | [ 神奈川県統計 21 ] |
| 2021年（令和03年） | 28,247           | 14,277           | [ 神奈川県統計 22 ] |
| 2022年（令和04年） | 29,877           | 15,092           | [ 神奈川県統計 23 ] |
| 2023年（令和05年） | 30,850           |                  |                     |
| 2024年（令和06年） | 31,558           |                  |                     |

## 駅周辺
駅は帷子川の支流である二俣川が流れる谷に位置し、周囲を丘陵地に囲まれている。川はホームの下では暗渠構造とされている。
駅の北側に神奈川県道40号横浜厚木線（厚木街道）が通っている。駅周辺は商店街（希望が丘商店会）があり、周囲の高台には住宅街が広がっている。
南口のバスロータリーから4本の道路が延び、一番東側の道路は「訓練校通り」と名付けられた。その当時、神奈川総合高等職業訓練校に向かう道であったことによるものだが、その後同校は独立行政法人高齢・障害・求職者雇用支援機構関東職業能力開発促進センター（愛称・ポリテクセンター関東）と名称が変更された。また、その西隣の道路は神奈川県立希望ヶ丘高等学校に向かう通りで「高校通り」と名付けられている。

### 北側
- 厚木街道
- きらぼし銀行希望が丘支店
- 希望ヶ丘駅前郵便局
- ロピア 希望ヶ丘店
- クリエイトSD横浜希望が丘店
- 希望ヶ丘ショッピングセンター（アーケード商店街）
- 横浜市立希望が丘中学校
- 横浜市立東希望が丘小学校
- 春の木神明社[11] - 標高約92メートルに位置し、横浜市の中でも高い位置に鎮座する神社[注 2]。

### 南側
- 横浜銀行希望ヶ丘支店
- 旭警察署希望ヶ丘駅前交番
- 旭警察署南希望が丘交番
- 横浜南希望が丘郵便局
- クリエイトSD希望ヶ丘駅南口店
- ハックドラッグ希望ヶ丘店
- そうてつローゼン希望が丘店

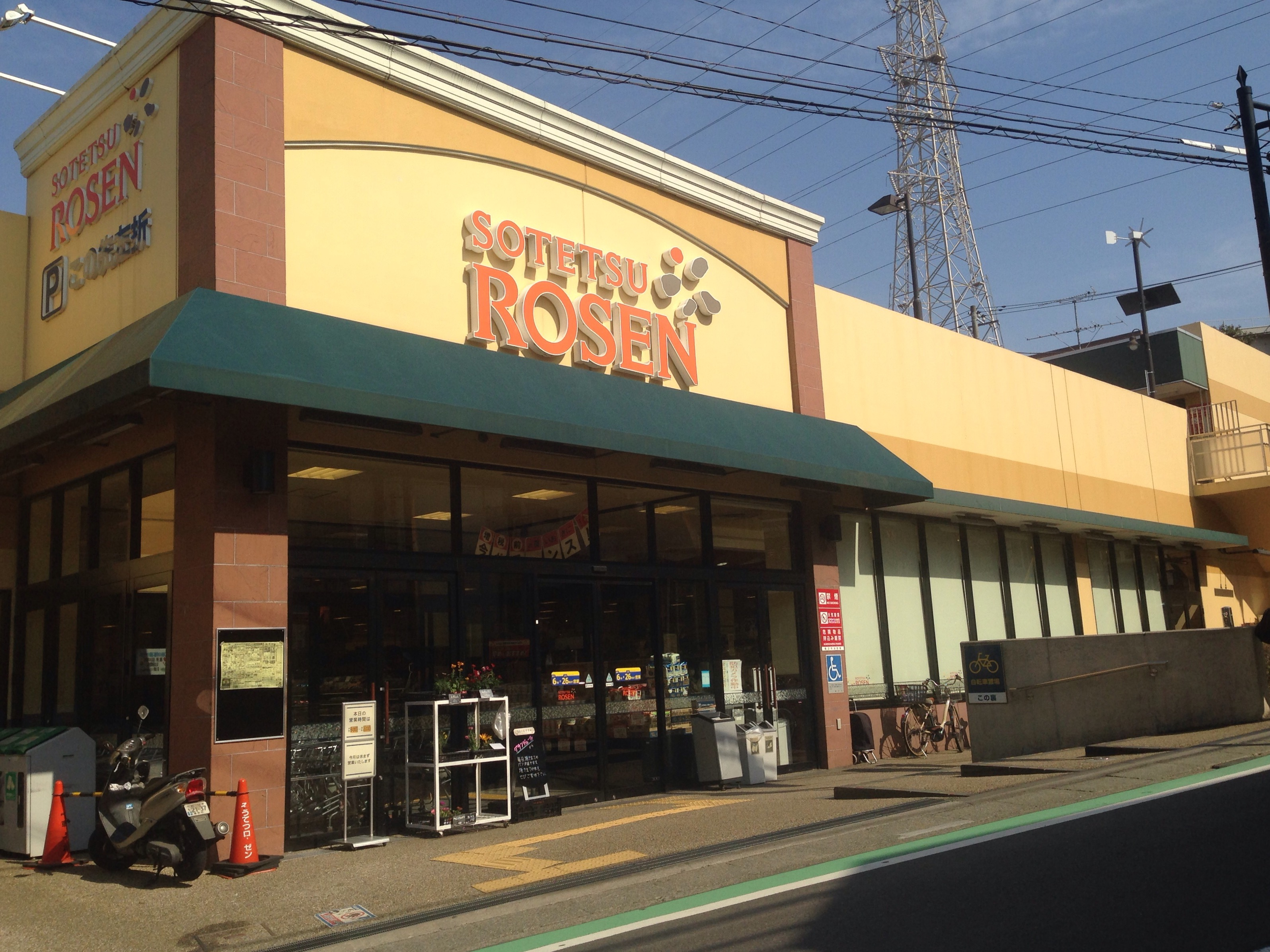
そうてつローゼン 希望が丘店

- ライフ希望が丘店/希望が丘K‐1ショッピングセンター
- キッズランドUS 横浜希望が丘店
- 横浜市希望が丘地区センター
- 独立行政法人高齢・障害・求職者雇用支援機構神奈川支部関東職業能力開発促進センター
- 神奈川県立希望ヶ丘高等学校
- 横浜隼人中学校・高等学校
- 横浜市立南希望が丘中学校
- 横浜市立希望ヶ丘小学校
- 横浜市立善部小学校

## バス路線
最寄りの停留所は、南口のロータリーにある「希望ヶ丘駅」となる。以下の路線が相鉄バスにより運行されている。
2016年7月4日より、「隼人中学・高校」バス停が新設されたことに加え、さちが丘陸橋付近の渋滞回避を目的として、朝や夕方など時間帯で経由地・目的地が異なる複数系統による運行が開始された。さらに2019年3月11日には系統の路線改定が実施されている。
- 旭26・旭88・旭89：二俣川駅南口行
- 旭80：隼人中学・高校行
- 旭87：緑園都市駅行

各路線の詳細は「相鉄バス#旭営業所担当路線」を参照。

## 記念乗車券
当駅 - いずみ野線ゆめが丘駅間の硬券乗車券「ゆめきぼきっぷ」を、その駅名に因み「夢と希望を結ぶ」として販売しており、受験生や就職活動者の縁起物となっている。特に、受験シーズンが近くなると購入者には絵馬が併せてプレゼントされるのに加え、当駅とゆめが丘駅には願い事を書いた絵馬を掛ける「絵馬掛け」が構内に設置される。設置期間が終了すると寒川神社にて「お焚き上げ」が行われる。なお、2009年度発売分は絵馬と卓上カレンダーと併せて販売された（通信販売を除く）。

## 物語の舞台
- フジテレビ制作の連続ドラマ『早春スケッチブック』 - 当駅やその周辺、相鉄沿線などでロケ撮影が行われ、ドラマのオープニング映像や実際に物語の舞台としても登場している（相鉄本線項内の該当節も参照）。
- 山下和美の漫画『天才柳沢教授の生活』 - 作中で当駅およびその周辺が描かれている。

## 隣の駅
相模鉄道
 相鉄本線
■特急
通過
■通勤急行（平日上りのみ運転）・■快速・■各駅停車
二俣川駅 (SO10) - 希望ヶ丘駅 (SO11) - 三ツ境駅 (SO12)